# Scombroidei
Los escómbridos (Scombroidei) son un suborden de peces dentro del orden Perciformes. Son generalmente peces de gran tamaño, migradores oceánicos de largo recorrido.

## Sistemática
Existen seis familias encuadradas en este suborden, con más de 800 especies conocidas:
- Familia Gempylidae - Escolares o Dómines.

- Familia Scombridae - Atunes y Bonitos.
  - Subfamilia Gasterochismatinae (Lahille, 1903)
  - Subfamilia Scombrinae (Bonaparte, 1831)
- Familia Trichiuridae - Sables

- Familia Sphyraenidae - Barracudas

- Familia Istiophoridae - Marlines, Agujas o Picudos.

- Familia Xiphiidae - Peces espada.

Estudios recientes promovieron la propuesta de escindir el suborden Scombroidei en categoría de orden, y dividirla en dos órdenes distintos, el de los Scombriformes (Familias Gempylidae, Trichiuridae, Scombridae, Amarsipidae, Centrolophidae, Nomeidae, Ariommatidae, Tetragonuridae y Stromateidae) y el de los Istiophoriformes (familias Sphyraenidae, Istiophoridae y Xiphiidae). Las relaciones filogenéticas de los Scombriformes se han dilucidado utilizando datos moleculares..

## Imágenes

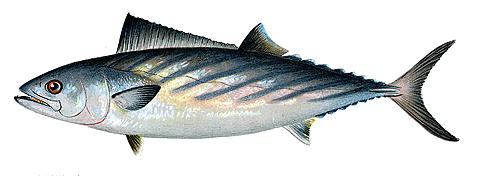
Sarda sarda
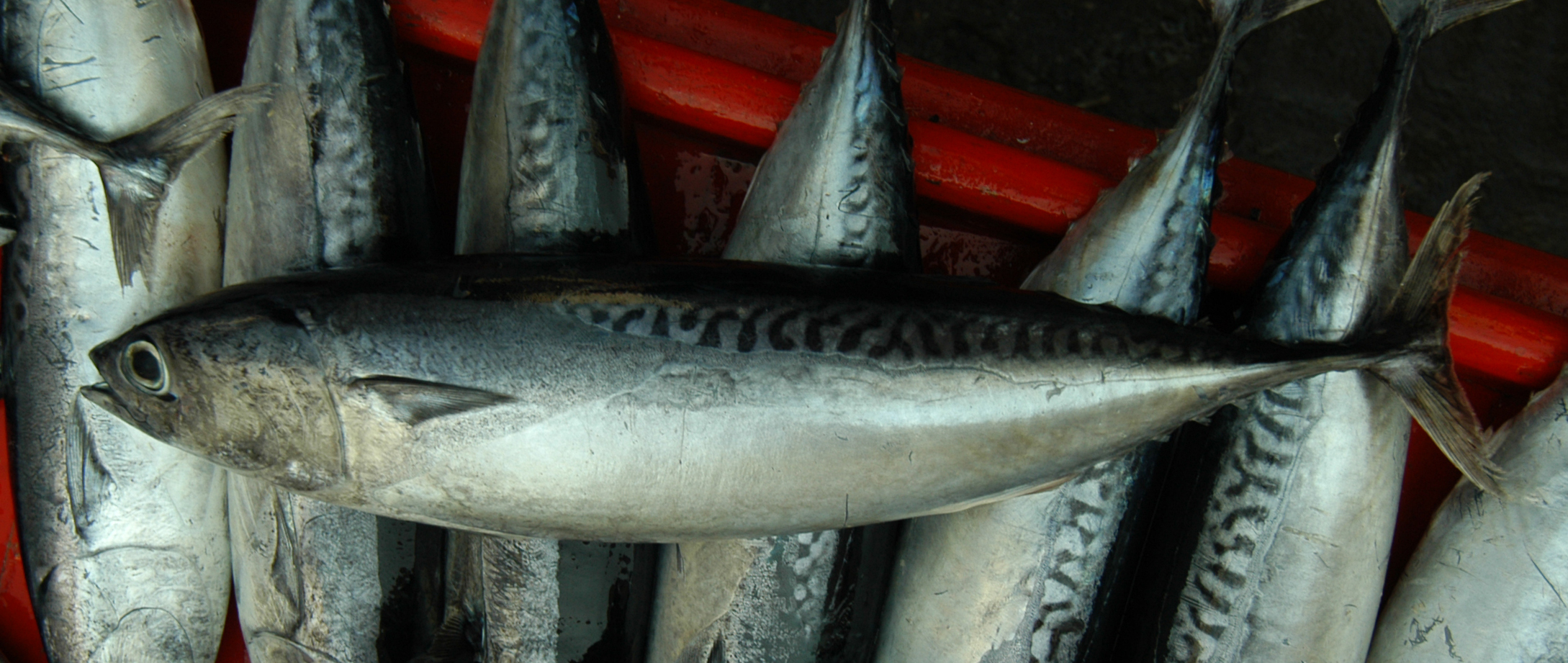
Auxis thazard thazard
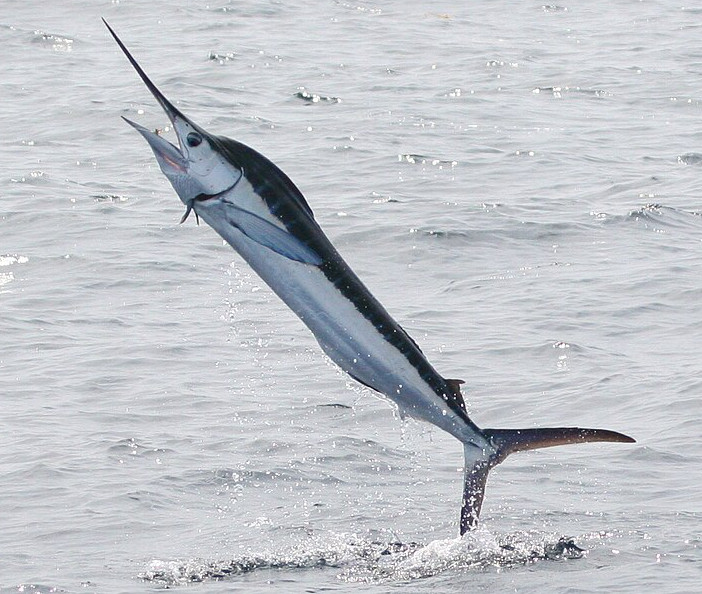
Tetrapturus albidus
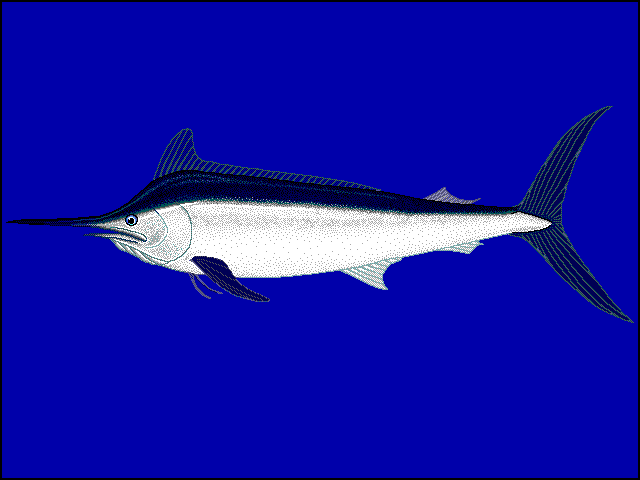
Makaira indica
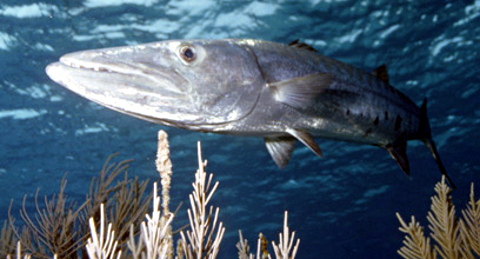
Barracuda
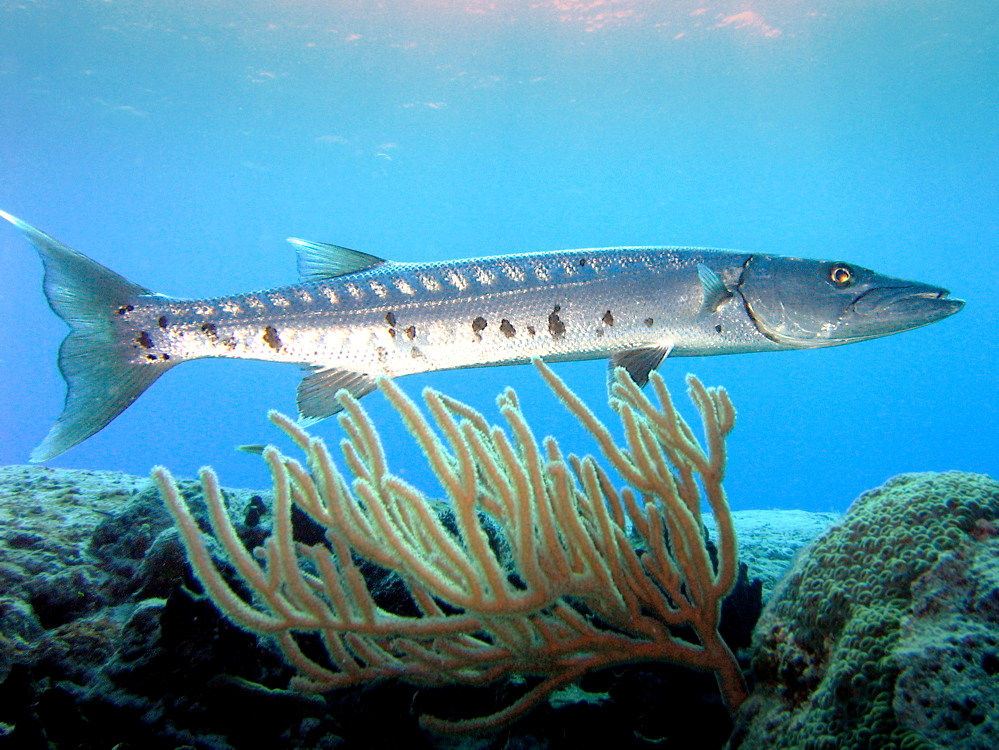
Barracuda
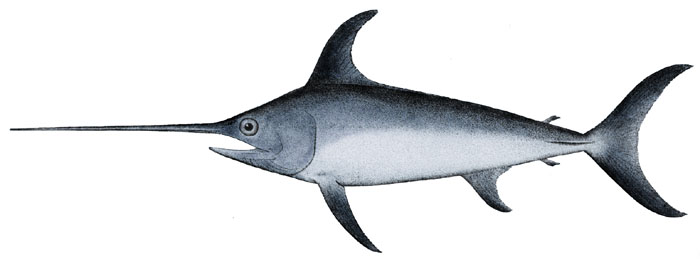
Pez espada